# Војшчица
Војшчица (словен. Vojščica, итал. Voissizza) је насељено место у општини Мирен-Костањевица, Горишка регија, Словенија.

## Историја
До територијалне реорганизације у Словенији била је у саставу старе општине Нова Горица.

## Становништво
У попису становништва из 2011. године, Војшчица је имала 227 становника.
| Број становника према пописима | Број становника према пописима | Број становника према пописима |
| ------------------------------ | ------------------------------ | ------------------------------ |
| 1991                           | 2002                           | 2011                           |
| 236                            | 222                            | 227                            |